# Hans Behal
Hans Behal (auch Hans Behall; * 21. Oktober 1893 in Wien, Österreich-Ungarn; † 1957 in Israel) war ein österreichischer Schauspieler, der hauptsächlich in Chargenrollen zu sehen war.

## Leben
Behal spielte in Klassikern der 1920er bis 1930er Jahre mit. Er verließ 1933 Deutschland, da er Jude war.

## Filmografie (Auswahl)
- 1929: Männer ohne Beruf
- 1930: Die zwölfte Stunde – Eine Nacht des Grauens
- 1931: Schatten der Unterwelt
- 1931: Ombres des bas fonds
- 1931: Nie wieder Liebe
- 1931: M
- 1932: Wenn die Liebe Mode macht
- 1932: Unheimliche Geschichten
- 1932: Ich will Dich Liebe lehren
- 1933: Ganovenehre